# Грем Ле Со
Грем Ле Со (англ. Graeme Le Saux, нар. 17 жовтня 1968, Джерсі) — англійський футболіст, захисник.
Насамперед відомий виступами за «Челсі» та національну збірну Англії.
Чемпіон Англії. Володар Кубка англійської ліги. Володар Кубка Англії. Володар Суперкубка Англії з футболу. Володар Кубка Кубків УЄФА. Володар Суперкубка УЄФА.

## Клубна кар'єра
У дорослому футболі дебютував 1987 року виступами за команду клубу «Челсі», в якій провів шість сезонів, взявши участь у 90 матчах чемпіонату.
Протягом 1993—1997 років захищав кольори команди клубу «Блекберн Роверз».
Своєю грою за останню команду знову привернув увагу представників тренерського штабу клубу «Челсі», до складу якого повернувся 1997 року. Цього разу відіграв за лондонський клуб наступні шість сезонів своєї ігрової кар'єри. Більшість часу, проведеного у складі «Челсі», був основним гравцем захисту команди. За цей час виборов титул володаря Кубка англійської ліги, ставав володарем Кубка Англії, володарем Суперкубка Англії з футболу, володарем Кубка Кубків УЄФА, володарем Суперкубка УЄФА.
Завершив професійну ігрову кар'єру у клубі «Саутгемптон», за команду якого виступав протягом 2003—2005 років.

## Виступи за збірну
1994 року дебютував в офіційних матчах у складі національної збірної Англії. Протягом кар'єри у національній команді, яка тривала 7 років, провів у формі головної команди країни 36 матчів, забивши 1 гол.
У складі збірної був учасником чемпіонату світу 1998 року у Франції.

## Титули і досягнення
- Чемпіон Англії (1):

«Блекберн Роверз»: 1994-1995
- Володар Кубка англійської ліги (1):

«Челсі»: 1997-98
- Володар Кубка Англії (1):

«Челсі»: 1999-00
- Володар Суперкубка Англії з футболу (1):

«Челсі»: 2000
- Володар Кубка Кубків УЄФА (1):

«Челсі»: 1997-98
- Володар Суперкубка УЄФА (1):

«Челсі»: 1998